# (3056) INAG
(3056) INAG (1978 VD1) – planetoida z pasa głównego asteroid okrążająca Słońce w ciągu 3,77 lat w średniej odległości 2,42 j.a. Odkryta 1 listopada 1978 roku.